# Distrito de Mie
El distrito de Mie (三重郡 Mie-gun?) es un distrito localizado en la prefectura de Mie, Japón. En junio de 2019 tenía una población de 66.427 habitantes y una densidad de población de 546 personas por km². Su área total es de 121,73 km².

## Pueblos y villas
- Asahi
- Kawagoe
- Komono

- Datos: Q1130983